# (8992) Magnanimity
(8992) Magnanimity (1980 TE7) – planetoida z pasa głównego asteroid okrążająca Słońce w ciągu 3,7 lat w średniej odległości 2,39 au. Została odkryta 14 października 1980 roku w Obserwatorium Astronomicznym Zijinshan. Nazwa planetoidy oznacza dosłownie Szlachetność. Została nadana w celu upamiętnienia szlachetności ludzi na całym świecie okazanej po atakach terrorystycznych na Nowy Jork 11 września 2001 roku. Nazwa wyraża nadzieję na wymierzenie terroryzmowi sprawiedliwości, a nie zemsty. Została nadana trzy tygodnie po tych wydarzeniach wspólnie z (8990) Compassion i (8991) Solidarity.